# アッシリ・タマチョート
アッシリ・タマチョート (英語：Ussiri Dhammachoti、タイ語:อัศศิริ ธรรมโชติ / Atsiri Thamma-choat、1947年7月10日 - )は、タイ王国の小説家、詩人。

## 人物・経歴
タイ王国プラチュワップキーリーカン県フワヒン郡出身。彼の父親はいくつかの釣りトロール船を所有していた漁師であった。
初等・中等教育を受けた後、1967年にチュラーロンコーン大学の入学試験に挑戦するも失敗し、タイ国家統計局の国勢調査員として2年間勤めた。1970年に大学を再受験し、コミュニケーションアート学科に合格。1974年に通信の分野で学士号を取得して卒業し、その年に雑誌を創刊したが年内に廃刊となった。彼はその後フリーライターとなりタイ語で執筆し、『サヤームラット』紙など多くの新聞社と出版社のために働いた。出版社のポストからは1998年に退いているという。
また、彼は学生時代の1972年、すでに短編小説「老人の内省」によって、チュラーロンコーン大学の文芸誌『Phlubphla Mali』から Phlubphla Mali Literary Award 短編賞を授与されていた。作家となった後の1981年には、78年に出版した短編集ขุนทอง เจ้าจะกลับเมื่อฟ้าสาง (『クントーン……お前は暁に戻るだろう』)によって Southeast Asian Writer Award (東南アジア文学賞)を受賞している。
2000年11月3日には、タイ文学の国家的アーティストの栄誉を授与された。